# Municipio de Santiago (Nuevo León)
El municipio de Santiago es uno de los 51 municipios en que se encuentra dividido el estado mexicano de Nuevo León, cuenta con 46,784 habitantes repartidos en 214 localidades. Su cabecera es la ciudad de Santiago y forma parte de la Zona metropolitana de Monterrey junto con otros diez municipios.

## Geografía
El municipio de Santiago se ubica en el centro del estado de Nuevo León y en el extremo sur de la Zona Metropolitana de Monterrey, entre las coordenadas 25° 13' - 25° 31' de latitud norte y 100° 02' - 100° 33' de longitud oeste, su territorio se sitúa en un rango de altitud de 300 - 3,500 metros sobre el nivel del mar y tiene una extensión territorial de 763.8 kilómetros cuadrados. Limita al noroeste con el municipio de Santa Catarina, al norte con el municipio de Monterrey, al noreste con el municipio de Cadereyta Jiménez, al sureste con el municipio de Allende , al sur con el municipio de Montemorelos y con el municipio de Rayones y al oeste y sureste con el municipio de Arteaga en el estado de Coahuila. Parte del municipio se encuentra en el parque nacional Cumbres de Monterrey.

### Orografía e hidrografía

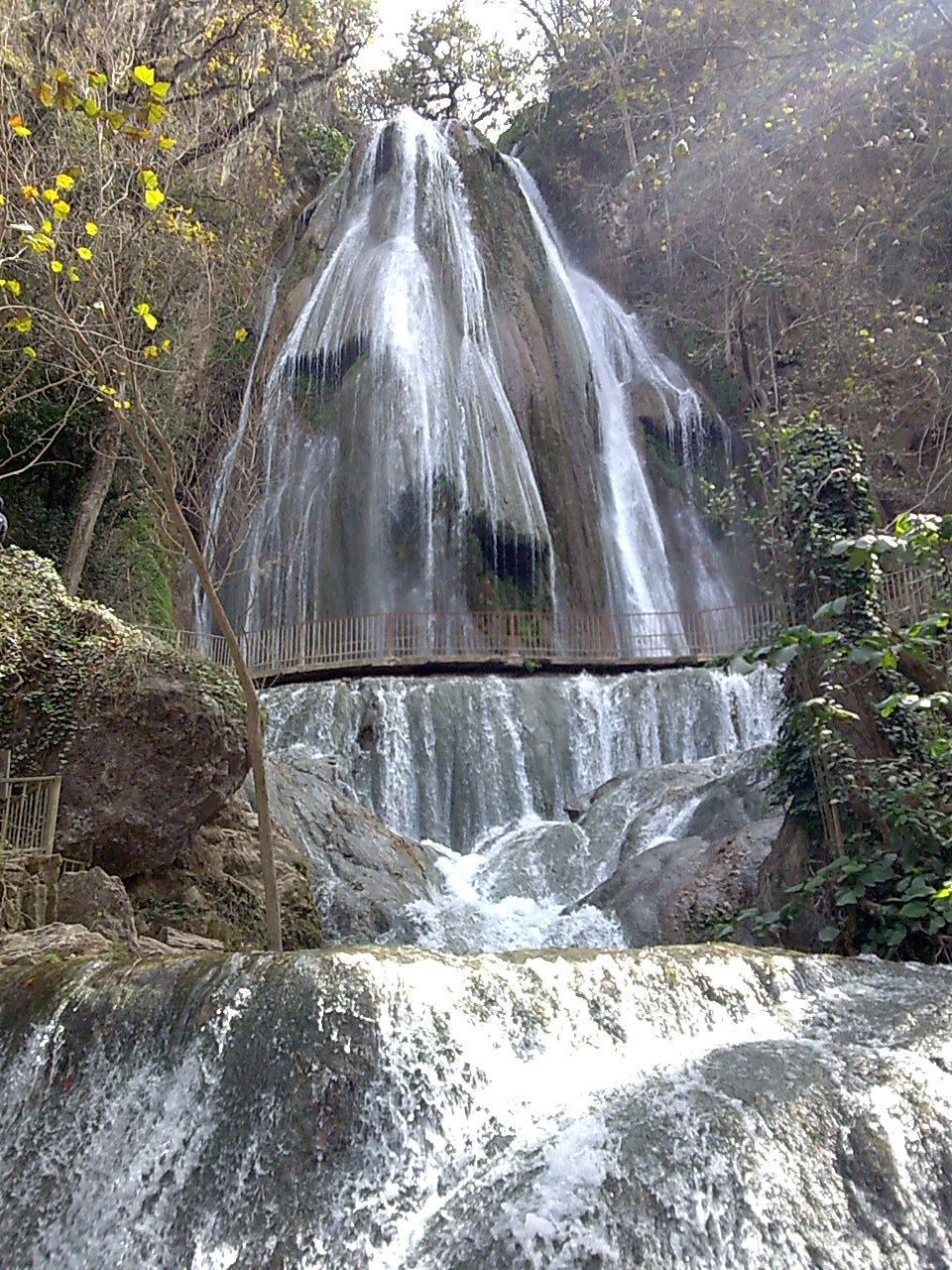
Cascada Cola de Caballo

El territorio del municipio de Santiago es sumamente accidentado por estar ubicado en las zonas más elevadas de la Sierra Madre Oriental en Nuevo León. La altitud del municipio va desde los 3,500 hasta los 300 metros sobre el nivel mar, la única parte del territorio municipal que no es montañosa es un angosto valle ubicado al noreste del municipio y en la cual se ubica la cabecera municipal. Algunas de las montañas en el municipio son Sierra El Álamo, Sierra de San Cristóbal, Sierra El Tarillal, Sierra Mauricio, Sierra Los Nogales y Cerro El Pilón.
En el municipio de Santiago nacen dos de los principales ríos de Nuevo León: el río Santa Catarina y el río San Juan, el río Santa Catarina nace en la zona central del territorio y tras recibir otros causes menores fluye hacia el norte hacia el municipio de Santa Catarina a través del Cañón de La Huasteca, el río San Juan nace en las estribaciones de la Sierra en el sector este del municipio, desciende hacia la cabecera municipal a la que cruza y es represado por la Presa de La Boca o Rodrigo Gómez, posteriormente continúa en dirección este hacia el municipio de Cadereyta Jiménez. En el municipio de ubica además la Cascada Cola de Caballo uno de los principales atractivos turísticos del estado. Todo el municipio de Santiago forma parte de la Cuenca Río Bravo-San Juan y la Región hidrológica Bravo-Conchos.

## Lugares turísticos de Santiago
En 2006, la cabecera municipal, Santiago, fue nombrada como Pueblo Mágico por la Secretaría de Turismo (SECTUR). Algunos de los atractivos turísticos que se encuentran en el municipio son:
- Los Cavazos
- Presa de la Boca
- Cascada Cola de Caballo
- Laguna de Sánchez
- Matacanes
- Cascada Chipitín
- Cueva de los Murciélagos
- Sierra de Santiago

## Demografía
De acuerdo a los resultados del Conteo de Población y Vivienda realizado en 2010 por el Instituto Nacional de Estadística y Geografía, el municipio de Santiago tiene una población total de 40,469 habitantes, de los cuales 20,341 son hombres y 20,128 son mujeres; por lo cual el 50.2% de los población es de sexo masculino, la tasa de crecimiento poblacional anual de 2000 a 2005 ha sido del 0.5%, el 26.0% de la población es menor de 15 años de edad, mientras que entre esa edad y los 64 años se encuentra el 62.9% de los pobladores, el 90.4% de los pobladores viven en localidades que superan los 2,500 habitantes y el 1.1% de los habitantes mayores de cinco años de edad son hablantes de alguna lengua indígena.

Principales localidades

### Localidades
El municipio de Santiago tiene un total de 214 localidades, las principales y su población en 2005 son las que siguen:
| Localidad              | Población |
| Total Municipio        | 37,886    |
| Santiago               | 34,361    |
| La Boca                | 293       |
| Potrero de Serna       | 354       |
| Laguna de Sánchez      | 297       |
| La Ciénega de González | 273       |

 El Cercado

## Política
El gobierno del municipio de Santiago le corresponde al Ayuntamiento, que está conformado por el presidente municipal, dos síndico y el cabildo integrado por un total de nueve regidores, seis de los cuales son electos mediante mayoría y dos por el principio de representación proporcional, todos son electos mediante voto universal, directo y secreto para un periodo de tres años que no son renovables para el periodo inmediato siguiente. Todos entran a ejercer su cargo el día 1 de noviembre del año de su elección.

### Representación legislativa
Para la elección de diputados locales al Congreso de Nuevo León y de diputados federales a la Cámara de Diputados, el municipio de Santiago se encuentra integrado en los siguientes distritos electorales:
Local:
- XXIII Distrito Electoral Local de Nuevo León con cabecera en Cadereyta Jiménez.[12]

Federal:
- Distrito electoral federal 9 de Nuevo León con cabecera en la ciudad de Linares.[13]

### Presidentes municipales
- 1991 - 1994: Roberto Ramos
- 1994 - 1997: Ernesto Garza Riojas
- 1997 - 2000: Eduardo Manuel García Garza
- 2000 - 2003: Ruy Montemayor Salazar
- 2003 - 2006: Juan José Valdés Rodríguez
- 2006 - 2009: Rafael Paz Fernández
- 2009 - 2010: Edelmiro Cavazos Leal[14]
- 2010 - 2012: Bladimiro Montalvo Salas
- 2012 - 2015: Homar Almaguer Salazar
- 2015: Enrique Tolentino
- 2015 - 2018: Javier Caballero Ganoa
- 2018 - 2021:
- 2021: Jorge Alberto Flores Tamez
- 2021 - 2024: David de la Peña Marroquín

## Poblaciones
| - Villa de Santiago (La Villa) (Cabecera Municipal) - El Cercado (Nuevo León) - San Javier (Nuevo León) - San Pedro (Nuevo León) - Los Fierros - Margaritas (Nuevo León) - Laguna de Sánchez - Los Cavazos - Pescadores (Nuevo León) | - Las Hadas (Nuevo León) - La Villalón - Jardines de la Boca - San Francisco (Nuevo León) - San José (Nuevo León) - El Ranchito (Nuevo León) - El Barrial (Nuevo León) - Los Rodríguez (Nuevo León) - El Yerbaniz - El Barro | - El Cerrito (Nuevo León) - El Uro - El Faisán - Los Cristales - La Cieneguilla - La Plazuela - La Chumasero - La PMF - El Terrero (Nuevo León) - La Boca (Nuevo León) |